# 仙台市立西中田小学校
仙台市立西中田小学校（せんだいしりつ にしなかだしょうがっこう）は宮城県仙台市太白区西中田7丁目にある公立小学校。

## 概要
- 西中田小学校は、1983年（昭和58年）4月、仙台市立中田小学校を母体校として新設された仙台市で70番目の小学校である。当学区は東北本線以西、名取川以南で名取市に接する地域で、開校当初は、第一、栗の木、西中田、安久、柳生の五地区から成り立っていた。

## 所在地
- 宮城県仙台市太白区西中田七丁目7-1

## 沿革
出典
- 1983年（昭和58年）
  - 4月1日 - 開校公示（学校番号70）。
  - 4月6日 - 開校式挙行。開校時点の学級数19、児童数722名。
  - 4月8日 - 第1回入学式挙行。最初の新入生は146名。
  - 4月30日 - 父母教師会発足。
  - 5月23日 - 校木「かやの木」制定。
  - 7月9日 - 校歌・校章制定。
  - 7月10日 - この日（7月10日）を開校記念日に制定。
- 1984年（昭和59年）
  - 3月19日 - 第1回卒業式挙行。最初の卒業生は111名。
  - 11月20日 - 児童会の歌制定。
- 1985年（昭和60年）11月30日 - かやの実音頭の歌と踊り発表。
- 1987年（昭和62年）7月9日 - 開校5周年記念式典挙行。
- 1992年（平成4年）11月19日 - 10周年記念事業「緑の広場」落成。
- 1993年（平成5年）11月6日 - 開校10周年記念式典挙行。
- 1997年（平成9年）4月1日 - 肢体不自由学級開設。
- 1998年（平成10年）4月1日 - 知的障害学級開設。
- 1999年（平成11年）4月1日 - 情緒障害学級開設。
- 2000年（平成12年）4月1日 - 柳生小学校分離開校。
- 2003年（平成15年）
  - 3月31日 - 増築棟新校舎完成。
  - 5月10日 - 学校図書室開放事業開始。
  - 11月1日 - 開校20周年記念式典挙行。
- 2006年（平成18年）
  - 4月1日 - 病虚弱学級新設（たんぽぽ4組）。
  - 8月25日 - 学校図書室蔵書バーコード化作業終了。
- 2008年（平成20年）5月7日 - 仙台市放課後子ども教室等事業こみこみ教室開設。
- 2011年（平成23年）3月24日 - 11日午後に発生した東日本大震災の影響で、18日に開催予定だった平成22年度第28回卒業式挙行。
- 2013年（平成25年）
  - 11月2日 - 地域合同避難所開設訓練実施。
  - 11月30日 - 開校30周年記念式典挙行し、祝賀会開催。

## 学区
出典
- 西中田1丁目（19～22番）
- 西中田3丁目（1番、9番の一部、10～24番）
  - 西中田3丁目9番の詳しい地域については、仙台市教育委員会まで、要問い合わせ。
- 西中田4丁目（全域）
- 西中田5丁目（全域）
- 西中田6丁目（全域）
- 西中田7丁目（全域）

## 進学先
出典
- 柳生中学校

## 周辺
- 仙台市西中田コミュニティセンター
- 社会福祉法人YMCA福祉会YMCA西中田こども園 - 進学前こども園のひとつ
- 仙台市立西中田公園

## アクセス
- 宮城交通バス「尚絅学院大線」・名取市コミュニティバス『なとりん号』「高館線」で、「西中田五丁目東」停留所下車後、
  - 南仙台駅西口・長町駅東口方面行で、
    - 宮城交通バスのりばから、徒歩約600m・約9分。
    - なとりん号のりばから、徒歩約580m・約9分。

  - 尚絅学院大前・ゆりが丘・高舘小学校前・名取駅西口方面行のりばから、徒歩約570m・約9分。
- JR東日本東北本線南仙台駅から、徒歩約945m・約14分。

## 地域の歴史
- 西中田地区周辺は、遺跡の多い地域として古くから知られている[誰によって?]が、当校はその中の一つである栗遺跡の上に建っている。この遺跡は古墳時代末期の集落跡で、「栗囲式土器」の出土で有名である[誰によって?]。
- 柳生地区は、かつては「柳生和紙」で知られた和紙の里で、仙台藩主伊達政宗が米作り以外の産業を奨励する一環として和紙作りが始まった。当校の卒業証書はこの柳生和紙で作られる。